# Ferdinand Schulz

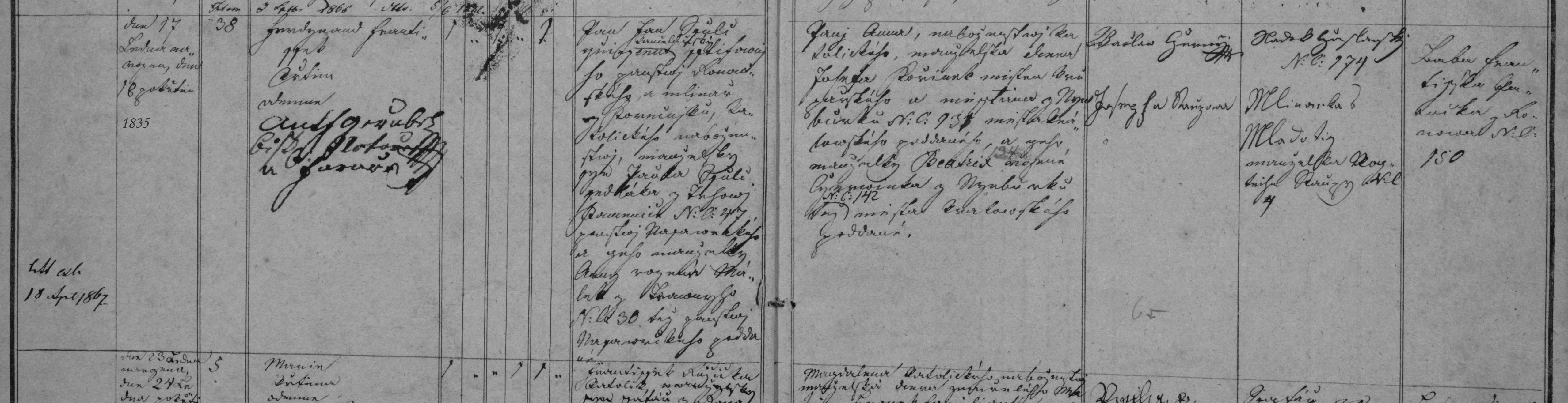
Matriční zápis o narození a křtu Ferdinanda Schulze (matrika N 1835-1848 Ronov nad Doubravou (SOA Zámrsk))

Ferdinand Schulz, křtěný Ferdinand František (17. ledna 1835 Ronov nad Doubravou – 16. února 1905 Praha) byl český vychovatel, novinář, kritik, populární spisovatel a politik.

## Život
Narodil se ve mlýně Korečníky nedaleko Ronova v rodině mlynáře Jana Schulze. Od sedmi let žil v Nymburce. Gymnázium začal studovat u piaristů v Mladé Boleslavi, studium dokončil v Praze na Akademickém gymnáziu, kde jeho spolužáky byli také Jan Neruda a Vítězslav Hálek. Pak pokračoval studii přírodních věd, historie, jazyků a filozofie na filozofické fakultě Karlo-Ferdinandovy univerzity v Praze. Poté se stal vychovatelem mladého Václava z šlechtické rodiny Kouniců a s ním procestoval část Evropy – Německo, Švýcarsko, Francii. Životní zkušenosti se projevily v jeho bohaté novinářské (přes 3000 politických článků) i spisovatelské činnosti. Od roku 1872 byl profesorem češtiny a němčiny na tehdy nové Českoslovanské akademii obchodní v Praze.
Byl aktivní i v politickém životě. Od roku 1867 do roku 1871 zasedal jako poslanec Českého zemského sněmu, který ho roku 1867 zvolil i poslancem Říšské rady (celostátní zákonodárný sbor, tehdy ještě nevolen přímo, ale tvořen delegáty jednotlivých zemských sněmů). Patřil do skupiny českých státoprávně orientovaných poslanců z Národní strany (později staročeská strana), kteří odmítali převzít mandáty kvůli výhradám k ústavnímu směřování Předlitavska. 19. června 1867 byl spolu s dalšími českými poslanci vyzván k udání důvodů pro nepřevzetí mandátů. 26. září 1868 pak byly mandáty těchto poslanců v zemském sněmu a tudíž i v Říšské radě prohlášeny za zaniklé. Již v 1. polovině 60. let nicméně v rámci Národní strany reprezentoval liberální křídlo, které se roku 1864 zaobíralo ideou na ustavení samostatné (mladočeské) strany. 8. ledna 1864 se zúčastnil schůzky několika politiků a novinářů, kterou svolal Rudolf Thurn-Taxis. Na následné schůzce pak došlo k zformulování programu zamýšlené strany, ale k faktickému vydělení radikálně demokratického proudu z jednotné Národní strany tehdy ještě nedošlo.
V srpnu 1868 patřil mezi 81 signatářů státoprávní deklarace českých poslanců, v níž česká politická reprezentace odmítla centralistické směřování státu a hájila české státní právo.
Dlouhodobě působil jako novinář a publicista. Od roku 1861 spolupracoval s deníkem Národní listy, kde vydával Kritickou přílohu. V letech 1862–1863 působil v revue Osvěta, od roku 1867 v Matici lidu, pak od roku 1871 v kritickém literárním časopise Osvěta, založeném Václavem Vlčkem. Od roku 1871 taky řídil společně s Janem Nerudou knižnici Poesie světová. Od roku 1876 pracoval pro nakladatele Jana Ottu v jeho projektu Salonní bibliotéka, v letech 1884–1898 pro Ottův časopis Zlatá Praha.
V roce 1877 se angažoval v literárních polemikách okolo národní či kosmopolitní orientace českého umění a patřil do okruhu časopisu Osvěta, který byl národovecky orientován (zatímco protichůdnou koncepci razila skupina okolo časopisu Lumír – lumírovci). Zapojil se i do diskuse o Rukopisech zelenohorském a královédvorském, odsuzoval zolovský naturalismus a českou literární modernu 90. let 19. soletí. V letech 1868-1873 byl členem Sboru Matice české.
Bydlel později v Praze na Slovanském ostrově. Měl dceru Anežku Schulzovou, spisovatelku a přítelkyni skladatele Zdeňka Fibicha, a syny Ivana, překladatele z angličtiny a severských jazyků. a Ferdinanda, který byl profesorem ČVUT. Jeho manželka byla sestrou Eduarda a Julia Grégrů.
Zemřel roku 1905 v Praze a byl pohřben na Olšanských hřbitovech.

## Dílo

### Cestopisy
- Z našich a cizích vlastí (sbírky cestopisů z let 1884–1898)

### Historické práce
- Jiří z Poděbrad, 1868
- Josef Jungmann, 1873
- Petr Chelčický, 1882
- Doktor Johánek, z roku 1883
- Česká Magdaléna z roku 1886
- Latinská babička, z roku 1886, vzpomínky na dětství, populární román
- Nymburská rychta, z roku 1889

### Novely a povídky ze současnosti
- Majoritní pán, z roku 1887
- Dvorské panstvo, z roku 1882
- Šlechtické novelly, z r. 1888[3]